# Ханифизм
Ханифи́зм (араб. حنيفية‎ —  ханифийя‎) — одна из форм религиозного монотеизма, возникшая в доисламской Аравии. Ханифизм испытал влияние как иудаизма, так и христианства. Последователей ханифизма называют «ханифами» (мн. ч. араб. حنفاء‎, ед. ч. حنيف‎).

## Ибрахим
В Коране «ханифом» назван пророк Ибрахим. В мединских сурах «ханиф» является синонимом термина «муслим». Согласно исламской догматике, пророк Мухаммед возродил истинный монотеизм пророка Ибрахима (Авраама).

## История
Ханифы исповедовали единобожие и соблюдали ритуальную чистоту. Они не принимали целиком ни христианства, ни иудаизма, призывали к упразднению племенных идолов и стремились создать относительно простую и доступную для Аравии религиозную систему. Неопределённый монотеизм ханифов оказал значительное влияние на ранний ислам. Среди активных ханифов был и Мухаммед.
С VIII—IX веков в мусульманской литературе мусульман стали обозначать словом «ханиф», а ислам — «ханифской религией». Термином «ханиф» часто называли себя суфии. Христианские арабские авторы также называли мусульман «ханифами».